# Colin McRae Rally (1998)
Colin McRae Rally is een racespel voor de PlayStation en Windows uit 1998. Het spel is ontwikkeld en uitgegeven door Codemasters.

## Spel
Colin McRae Rally is een rally-simulatiespel waarbij de speler autorally's rijdt en moet proberen zoveel mogelijk punten te scoren.
Het spel is het eerste spel in de serie en is vernoemd naar de reeds overleden Schotse rallyrijder Colin McRae. In het spel zijn acht officiële raceauto's en coureurs aanwezig uit het wereldkampioenschap rally in 1998, daarbij zijn er ook vier extra auto's toegevoegd.

## Ontvangst
Het spel werd positief ontvangen in recensies. Men prees de authentieke simulatie en variëteit, maar kritiek was er op grafische haperingen en lengte van de banen.
| Publicatie | Score |
| ---------- | ----- |
| AllGame    | 3/5   |
| EGM        | 7,75  |
| GameSpot   | 5,6   |
| IGN        | 9     |